# Stenophragma argentina
Stenophragma argentina är en tvåvingeart som beskrevs av Duret 1976. Stenophragma argentina ingår i släktet Stenophragma och familjen svampmyggor. Inga underarter finns listade i Catalogue of Life.